# Réunion Pro/Am 1996
 (octobre 2020).
Si vous disposez d'ouvrages ou d'articles de référence ou si vous connaissez des sites web de qualité traitant du thème abordé ici, merci de compléter l'article en donnant les références utiles à sa vérifiabilité et en les liant à la section « Notes et références ».
La Réunion Pro/Am 1996 est une compétition de surf des World Qualifying Series 1996 disputée en 1996 à Saint-Leu, une commune de l'ouest de l'île de La Réunion, dans le sud-ouest de l'océan Indien. Dotée de 40 000 dollars, elle est remportée par l'Américain Jeff Booth.